# Federalist-Artikel Nr. 51

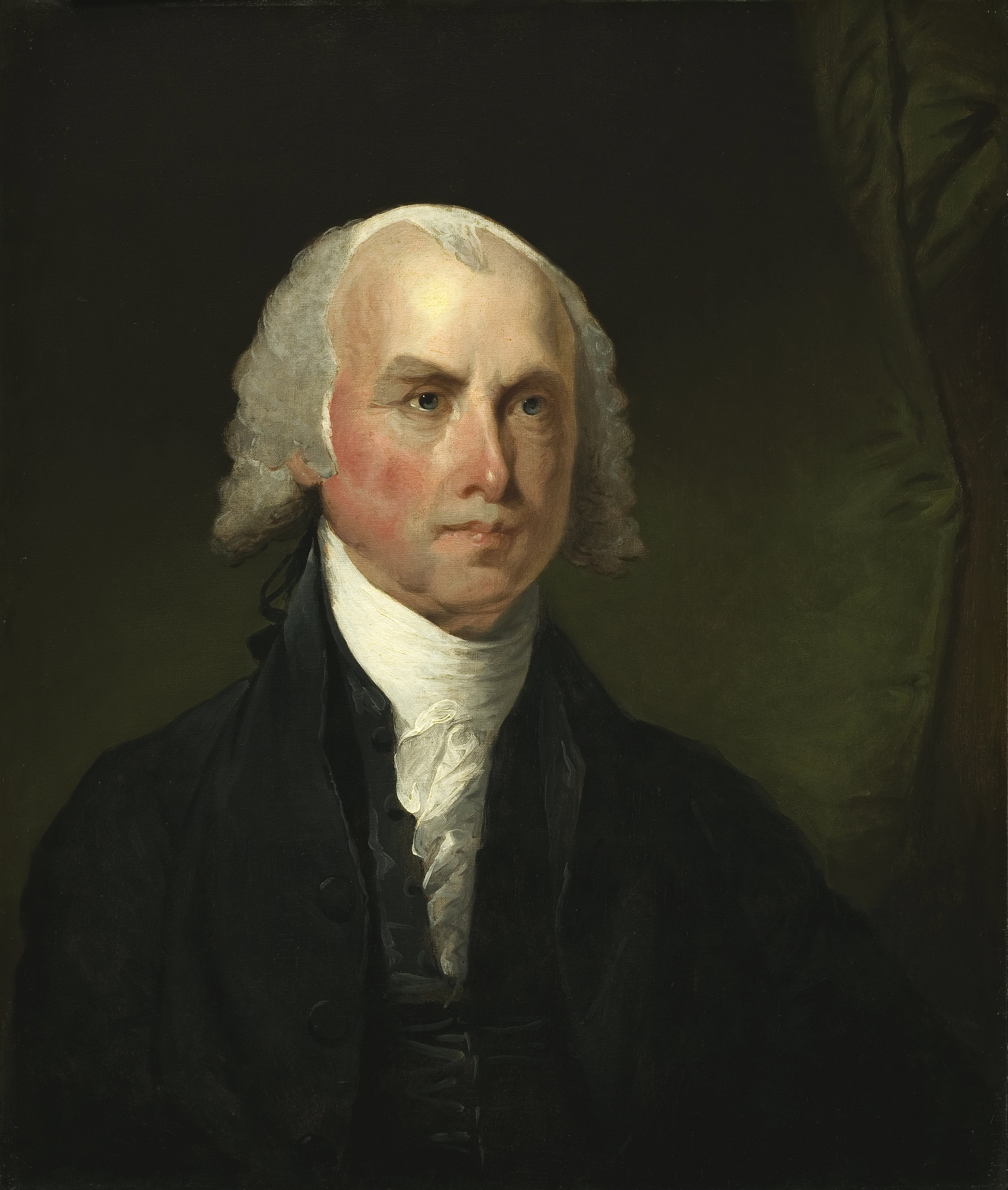
James Madison, Porträt von Gilbert Stuart, ca. 1821

Der Federalist-Artikel Nr. 51 ist der 22. Federalist Papers–Artikel von James Madison. Diese waren eine Reihe von 85 Essays, die 1787/88 von Madison, Alexander Hamilton und John Jay geschrieben wurden, um die Ratifikation der Verfassung der Vereinigten Staaten in den dreizehn Einzelstaaten zu verteidigen. 
Madison erläutert im Federalist-Artikel Nr. 51 das System der Checks and Balances. Artikel Nr. 51 gilt als einer der politikwissenschaftlich bedeutsamsten Federalist-Aufsätze, weil er zusammen mit Nr. 10 erstmals schlüssig argumentiert, warum und auf welche Weise eine repräsentative Demokratie auch in einem sehr großen und bevölkerungsreichen Flächenstaat erfolgreich sein kann.

## Hintergrund
Die erste Verfassung der Vereinigten Staaten, die Konföderationsartikel (Articles of Confederation), erwies sich schon wenige Jahre nach ihrer Ratifizierung 1781 als unzureichend. Unter anderem wurde der Bundesregierung nicht einmal erlaubt, Steuern zu erheben. Um eine Verfassungsreform herbeizuführen, bildete sich deshalb die Föderalistische Partei um solche Figuren wie Alexander Hamilton und James Madison, die 1786 in der Annapolis Convention ein Verfassungskonvent beriefen. 1787 überzeugten sie die Philadelphia Convention, eine neue Verfassung mit starker Nationalregierung zu verabschieden. In den nächsten Jahren würden die einzelnen Bundesstaaten in Ratifikationskonventen über die Verfassung entscheiden müssen. Hamilton initiierte das Projekt der Federalist Papers, um die Konvente zu beeinflussen, und gewann Madison und John Jay dafür. Gemeinsam würden sie über die nächsten Monate 85 Artikel schreiben, die heute zu den bedeutendsten Kommentaren zur Verfassung der Vereinigten Staaten gehören.
Federalist-Artikel Nr. 51 erschien am 6. Februar 1788 im Independent Journal unter dem gemeinsamen Pseudonym der drei Autoren, Publius.

## Inhalt
Thema des Federalist-Artikels Nr. 51 ist das System der Checks and Balances. Madison stellt zunächst fest, dass das aufklärerische Prinzip der Gewaltenteilung ein grundlegendes Mittel zum Schutz der Freiheit sei. Um es zu schützen, müsse jedes Regierungsorgan eigenständig agieren können und so wenig Einfluss wie
möglich auf die Zusammensetzung anderer Regierungsorgane ausüben. Nach diesem Prinzip sollten Legislative (in den Vereinigten Staaten der Kongress) und Exekutive (in den Vereinigten Staaten der Präsident) vom Volke gewählt werden. Die Judikative sei eine Ausnahme, da ihre Mitglieder besonders qualifiziert sein müssten. Außerdem würden Richter am Obersten Gerichtshof auf Lebenszeit gewählt, weshalb sie weniger von der Autorität abhängig seien, die sie ernannte.

“Ambition must be made to counteract ambition.”

„Machtstreben muss Machtstreben entgegenwirken.“

Zum Schutz der Gewaltenteilung sei es besonders wichtig, dass Regierungsorgane die verfassungsrechtlichen Mittel hätten, sich vor Übergriffen anderer Organe zu wehren. Durch gegenseitige Kontrolle würde eine Übermacht eines einzigen Organs verhindert werden. Erreicht werden würde diese gegenseitige Kontrolle dadurch, dass die jeweiligen Regierungsakteure zu machtgierig wären, den anderen mehr Macht zu überlassen.

“If men were angels, no government would be necessary. If angels were to govern men, neither external nor internal controuls[!] on government would be necessary.”

„Wenn die Menschen Engel wären, so bräuchten sie keine Regierung. Wenn Engel die Menschen regierten, dann bedürfte es weder innerer noch äußerer Kontrollen der Regierenden.“

Dass solch ein System zur Kontrolle menschlicher Fehler nötig sei, liege in der menschlichen Natur. Das große Dilemma der Staatsphilosophie liege nämlich darin, der Regierung genügend Macht zu verleihen, das Volk zu regieren, die Regierung aber gleichzeitig zur Selbstkontrolle zu zwingen. Die Volkssouveränität sei hierzu das wichtigste Mittel, doch seien eben auch „weitere Vorsichtsmaßnahmen“ (englisch auxiliary precautions) nötig.
Darauf geht Madison auf die Details seines Planes ein. Da die Legislative in einer Republik automatisch am mächtigsten sei, müsse man ihre Macht auf zwei Kammern aufteilen. Die eher schwache Exekutive hingegen sei durch ein Veto (vgl. Befugnisse des Präsidenten der Vereinigten Staaten) zu stärken. Dabei sei zu beachten, dass man auch die Vetomacht kontrollieren müsse. Ein weiterer Kontrollmechanismus sei das föderale System Amerikas, in dem die Bundesregierung und die Bundesstaaten einander überwachten.
Wie schon im Federalist-Artikel Nr. 10 betont Madison seine Auffassung, dass eine Republik nicht nur vor einer Tyrannei der Regierung geschützt werden müsse, sondern auch ein Teil der Gesellschaft vor Ungerechtigkeiten eines anderen Teils. Dazu gäbe es zwei Wege und Mittel: Erstens könne man eine erbliche oder selbsternannte Regierung schaffen, welche ihre Absichten unabhängig vom Willen der Mehrheit oder sogar der gesamten Gesellschaft durchsetzen könne. Dies sei allerdings gefährlich, da eine solche Regierung einen ungerechten Willen gegen die gerechte Ansicht einer Minderheit durchsetzen, oder allen Teilen einer Gesellschaft ihren Willen aufzwingen könnte. Die zweite Möglichkeit, die auf eine föderale Republik wie die Vereinigten Staaten zutreffe, sei, die Gesellschaft in so viele Interessengruppen aufzuteilen, dass eine tyrannische Mehrheit sich gar nicht bilden könne. Je mehr verschiedene Interessengruppen es gäbe, desto sicherer wären sie vor Übergriffen anderer Interessengruppen. Ähnlich beliefe es sich bei der Religionsfreiheit: Je mehr Glaubensströmungen es gäbe, desto sicherer wäre ihre freie Religionsausübung.
Deshalb bräuchten die Vereinigten Staaten auch ein so großes Territorium und Staatsvolk, da dies mehr Interessengruppen und Glaubensströmungen ergäbe. Der Vorschlag der Anti-Föderalisten, die Vereinigten Staaten in drei oder mehr kleinere Konföderationen aufzuteilen, die gemäß Montesquieu besser funktionieren würden, ergäbe aus diesen Gründen keinen Sinn. So würde ein wirksamer Schutz der Minderheitenrechte verloren gehen, was dem grundsätzlichen Ziel aller Regierungen widerspreche, der Gerechtigkeit. Ohne sie sei ein Rückkehr zum hobbesschen Naturzustand der Anarchie (vgl. bellum omnium contra omnes) zu befürchten. Damit würde der Staat auch seinen republikanischen Charakter verlieren. Zum Vorteil für den Republikanismus, so Madison, erlaube der Föderalismus eine sehr weite Expansion des Staates.

## Rezeption
Die Historikerin Colleen A. Sheehan ordnet den Federalist-Artikel Nr. 51 in eine Reihe Federalists ein, die Prinzipien des Republikanismus erklärten. Darin nennt Madison die Volkssouveränität und den Schutz der Minderheitenrechte. Auch nennt er den grundlegenden Zweck aller politischer Vereinigungen als die Gerechtigkeit.
Federalist-Artikel Nr. 51, insbesondere seine Erklärung der Checks and Balances, ist einer der berühmtesten der Reihe. Die übliche Lesart ist, dass Madison die Ehrgeiz der Regierungsorgane gegeneinander auszuspielen versuchte. Dem Historiker Larry D. Kramer zufolge ist dies allerdings eine Fehlinterpretation. Zunächst verbringe Madison im Essay nur wenig Zeit damit, dieses Konzept zu erläutern. Stattdessen verbringt er die gesamte zweite Hälfte des Essays mit den Konzepten des Föderalstaates und der expansiven Republik. Außerdem sei es fraglich, ob Politiker eher die Macht ihrer Institutionen schützen würden als ihre politischen Ziele durchzusetzen. Viel eher wollte Madison eben diese politischen Ziele gegeneinander ausspielen.
Auch der Madisonbiograph Noah Feldman bemängelte es, dass Madison die „brilliante“ Analyse menschlicher Schwächen so kurz hielt und nur wenig Details nannte, um seine große Theorie der expansiven Republik zu wiederholen. Sein Glaube an die expansive, föderale Republik grenze an Panglossianismus.